# Caduca albopunctata
Caduca albopunctata là một loài bướm đêm trong họ Noctuidae.